# Anastrepha rosilloi
Anastrepha rosilloi är en tvåvingeart som beskrevs av Blanchard 1961. Anastrepha rosilloi ingår i släktet Anastrepha och familjen borrflugor. Inga underarter finns listade i Catalogue of Life.